# 笠森稲荷
笠森稲荷（かさのもりいなり、かさもりいなり）は、大阪府高槻市にある稲荷神社と、そこから勧請された神社である。笠森稲荷神社、笠森神社（かさのもりじんじゃ）とも呼ばれる。笠の訓読により、瘡（かさ、かさぶた）平癒の神として信仰された。

## 笠森神社（笠森稲荷）
大阪府高槻市西真上1-7-5にある稲荷社。
祭神は宇賀御魂神。創建の年月は不明だが、地元の豪族・笠氏が稚武彦命（わかたけひこのみこと）と鴨別命（かものわけのみこと）を祀って創設されたと伝えられる。中世以降は、この地の領主をしていた真上氏の崇敬が厚かったとされる。
笠森は瘡守（かさもり）に通じて、瘡平癒から、皮膚病、梅毒に至るまで霊験があるとされ、江戸時代後期には各地に広まった。
病気平癒を祈って土の団子を供え、治癒すると米の団子を供えることが慣わしになっている。
境内にはムクノキの古木（樹高22.5m、幹周3.54m）があり、高槻市の保存樹木に指定されている（1988年〈昭和63年〉3月1日告示）。

### 参拝日時
開門日: 毎月1日、5日、15日、25日
開門時間: 8:00-17:00

## 江戸の笠森稲荷
江戸では谷中、小石川などへ勧請された。

### 谷中
感応寺（1833年天王寺と改称）の塔頭・福泉院境内にあった稲荷社。（東京都台東区谷中7-6-9）
境内または門前にあった水茶屋「鍵屋」の看板娘・お仙（笠森お仙）が有名であった。
明治に入って福泉院は廃寺となり、稲荷社は東叡山寛永寺の子院である養寿院（台東区上野桜木一丁目15-9）へ遷座した。
跡には明治26年（1893年）に功徳林寺が建立され、境内に改めて笠森稲荷が祀られている。

### 小石川
後に小石川御薬園となる地に勧請された稲荷社。（文京区白山3-7-1）
享和3年（1803年）に大円寺（台東区谷中三丁目1-2）へ遷座し、明治に入り神仏分離によって稲荷社を本地仏・瘡守薬王菩薩として祀った。